# Jeong Gu
Jeong Gu (* 1543; † 1620; auch Jung Gu) war ein koreanischer Philosoph, Dichter und Schriftsteller zur Zeit der Joseon-Dynastie. Als Schüler und akademischer Nachfolger von Jo Sik und Yi Hwang war er ein berühmter konfuzianistischer Denker in Korea. Sein Beiname war Han-gang (한강, 寒岡).